# John Grant (écrivain)
Pour les articles homonymes, voir Barnett et John Grant.
John Grant, né le 22 novembre 1949 et mort le 3 février 2020, est un écrivain et éditeur écossais. Il est surtout connu pour ses œuvres de science-fiction et fantasy, ainsi qu'une encyclopédie des personnages Disney. Né Paul le Page Barnett, il a aussi écrit sous les noms de Paul Barnett ou Eve Devereux plus de 70 livres.

## Œuvres
- The Encyclopedia of Walt Disney's Animated Characters Harper & Row, 1987.   (ISBN 978-0060157777)
- Clute, John and Grant, John. The Encyclopedia of Fantasy. New York: St. Martin's Press, 1997.  (ISBN 0-312-15897-1).
- The Chesley Awards For Science Fiction & Fantasy Art : A Retrospective, AAPPL 2003.   (ISBN 978-1904332107)
- Aries I, 1979 as John Grant
- Electric Children: Roots & Branches of Modern Folk-Rock, 1976, (translation & expansion) as Paul Barnett
- Planet Earth: An Encyclopedia of Geology, 1977, as Paul Barnett (codirection avec A. Hallam & Peter Hutchinson)
- Phaidon Concise Encyclopedia of Science & Technology, 1997, as Paul Barnett, edited by John-David Yule (contributing editor)
- The Book of Time, 1980, as John Grant (codirection avec Colin Wilson)
- A Directroy of Discarded Ideas, Ashgrove Press 1981
- The Directory of Possibilities, 1981, as John Grant (codirection avec Colin Wilson)
- A Book of Numbers, 1982, as John Grant
- Dreamers, Ashgrove Press 1983
- The Truth About the Flaming Ghoulies, 1983, as John Grant
- Sex Secrets of Ancient Atlantis, 1986, as John Grant
- Encyclopedia of Walt Disney's Animated Characters, Harper & Row 1987.   (ISBN 978-0060157777) (first edition)
- Earthdoom! 1987, as John Grant with David Langford
- The Advanced Trivia Quiz Book, 1987 as John Grant
- Great Mysteries, 1988, as John Grant
- An Introduction to Viking Mythology, 1989, as John Grant
- The Great Unsolved Mysteries of Science, 1989, as John Grant
- Albion, 1991, as John Grant
- Unexplained Mysteries of the World (1991)
- The World, 1992, as John Grant
- Monsters, 1992, as John Grant, US title: Monster Mysteries
- The Encyclopedia of Science Fiction, 1993 (second edition), edited by John Clute and Peter Nicholls, John Grant technical editor
- Encyclopedia of Walt Disney's Animated Characters 1993 (second edition), as John Grant
- History Book, A Thog the Mighty Text (chapbook), 1994, as John Grant
- The Hundredfold Problem, 1994, as John Grant
- Dr Jekyll & Mr Hyde 1995, as John Grant (children's retelling)
- The Encyclopedia of Fantasy & Science Fiction Art Techniques 1996, as John Grant with Ron Tiner
- Strider's Galaxy, [Legend] 1997, as Paul Barnett
- Frankenstein, 1997, as John Grant (children's retelling)
- Strider's Universe, [Orbit] 1998, as Paul Barnett
- Encyclopedia of Walt Disney's Animated Characters 1998 (third edition), as John Grant
- Enchanted World: The Art of Anne Sudworth, 2000, as John Grant
- Guts, 2001, as John Grant with David Langford
- Masters of Animation, 2001, as John Grant
- The World, 2001, as John Grant (re-issue)
- Albion, 2001, as John Grant (re-issue)
- The Paper Tiger Fantasy Art Gallery, 2002, as Paul Barnett
- Perceptualistics: Art of Jael, 2002, as John Grant
- Dargonhenge, 2002, as John Grant
- The Far Enough Window, 2002, as John Grant
- Qinmeartha and the Girl-Child LoChi, 2002, as John Grant
- The Chesley Awards For Science Fiction & Fantasy Art : A Retrospective, AAPPL 2003.   (ISBN 978-1904332107)
- The Hundredfold Problem, 2003, as John Grant (re-issue)
- Earthdoom! 2003, as John Grant with David Langford (re-issue)
- Strange Pleasures 2, 2003, editors John Grant and Dave Hutchinson
- L'Ultimo Dei Ramas 2003, as John Grant, (Italian reprint of Legends of Lone Wolf Series Vol. One)
- Take No Prisoners, 2004, as John Grant
- Digital Art For the 21st Century, 2004, as John Grant with Audre Vysniauskas
- la Vendetta del Lupo, 2004, as John Grant, (Italian reprint Legends of Lone Wolf Series Vol. Two)
- The StarDragons, 2005 as John Grant
- Faeries & Other Fantastical Folk: The Faery Paintings of Maxine Gadd, 2005, as John Grant
- il Libro Sacro dei Ramos 2005, as John Grant, (Italian reprint of the Lone Wolf Series Vol. Three)
- il Libro Sacro dei Ramos 2005, as John Grant, (Italian reprint of the Lone Wolf Series Vol. Four)
- Sci-Fi Movies, AAPPL 2006, as John Grant
- Noir Movies, AAPPL 2006, as John Grant
- Life-Size Dragons, 2006, as John Grant
- Animated Movies, AAPPL 2006, as John Grant
- Discarded Science: Ideas That Seemed Good at the Time... , ff&f, 2006
- Beer, AAPPL 2006, as Paul Barnett
- New Writings in the Fantastic, 2006, edited by John Grant
- Corrupted Science: Fraud, Ideology and Politics in Science, ff&f, 2007
- The Dragons of Manhattan, 2008, as John Grant
- Leaving Fortusa, 2008, as John Grant
- The City In These Pages, 2008, as John Grant
- Bogus Science: Or Some People Believe In These Things, ff&f, 2009

Série Lone Wolf (Loup Solitaire)
- Eclipse of the Kai, 1989, as John Grant
- The Dark Door Opens, 1989, as John Grant
- The Sword of the Sun, 1989, as John Grant
- Hunting Wolf, 1990, as John Grant
- The Claws of Helgedad, 1991, as John Grant
- The Scarifice of Ruanon, 1991, as John Grant
- Eclipse of the Kai, 1991, as John Grant
- The Birthplace, 1992, as John Grant
- The Book of the Magnakai, 1992, as John Grant
- Legends of Lone Wolf Omnibus, 1992 as John Grant
- The Tellings 1993, as John Grant
- The Lorestone of Varetta, 1993, as John Grant
- The Secret of Kazan-Oud, 1994, as John Grant
- The Rotting Land, 1994, as John Grant